# Heligmonevra sula
Heligmonevra sula är en tvåvingeart som beskrevs av H. Oldroyd 1972. Heligmonevra sula ingår i släktet Heligmonevra och familjen rovflugor. Inga underarter finns listade i Catalogue of Life.